# Nothing Left At All
Nothing Left At All —en españolː No queda nada en absoluto— es el tercer EP de la banda irlandesa The Cranberry Saw Us, posteriormente conocida como The Cranberries. Fue publicado el 27 de diciembre de 1990, siendo el tercer trabajo que la banda lanzaba en menos de un año. Este fue grabado en los estudios Xeric en Limerick, Irlanda, siendo producido por Pearse Gilmore, Miko Mahony y The Cranberry Saw Us. Al igual que sus anteriores trabajos, el EP fue editado por Xeric Records únicamente en formato casete, del cual se vendieron 300 copias que se agotaron en pocos días en las tiendas locales. Nothing Left At All fue el último trabajo en que la banda se presentó con su nombre original. Las tres canciones que componen el EP fueron escritas por Dolores O'Riordan y Noel Hogan, de las cuales «Shine Down» (posteriormente llamada llamada «Take My Soul Away») aparece solo en esta cinta y nunca se volvió a grabar. En 2018, todas las canciones volvieron a aparecer en formato físico al ser incluidas en la reedición especial del 25° aniversario de Everybody Else Is Doing It, So Why Can't We?, el primer álbum de estudio de The Cranberries.

## Lista de canciones
| N.º | Título                | Escritor(es)                  | Duración |  |
| 1.  | «Nothing Letf At All» | Dolores O'Riordan, Noel Hogan | 4:16     |  |
| 2.  | «Pathetic Senses»     | O'Riordan, Hogan              | 4:04     |  |
| 3.  | «Shine Down»          | O'Riordan, Hogan              | 4:08     |  |

## Créditos
| The Cranberry Saw Us - Dolores O'Riordan - Voz, coros, teclados. - Noel Hogan - Guitarra, voces de acompañamiento. - Mike Hogan - Bajo eléctrico. - Fergal Lawler - Batería. | Técnicos - Pearse Gilmore - Producción, ingeniero de sonido, voces adicionales en «Pathetic Senses». - Miko Mahony - Producción, diseño, voces adicionales en «Pathetic Senses». - The Cranberry Saw Us - Producción. Diseño - Joe Quinn - Fotografía. |